# المپ آگوادو
المپ آگوادو (۳ فوریه ۱۸۲۷–۲۵ اکتبر ۱۸۹۴) عکاس و جامعه‌شناس فرانسوی-اسپانیایی بود که عمدتاً در دهه‌های ۱۸۵۰ و ۱۸۶۰ فعال بود. یکی از چندین عکاس اولیه که این تمرین را از گوستاو لوگره آموخت، آگوادو پیشگام تعدادی از فرآیندهای عکاسی، از جمله عکس‌های کارت ویزیت (سی‌دی‌وی) و فرآیندهای بزرگ‌نمایی عکاسی بود. او همچنین یکی از اعضای بانفوذ انجمن عکاسی فرانسه در سال ۱۸۵۴ بود.

## زندگی‌نامه
آگوادو در سال ۱۸۲۷ در پاریس متولد شد و دومین پسر مارکیز اسپانیایی الاصل الکساندر آگوادو (۱۷۸۴–۱۸۴۲) و ماریا دو کارمن ویدوآر مورنو بود. الکساندر آگوادو در طول جنگ شبه‌جزیره (۱۸۰۸–۱۸۱۴) از حامیان ژوزف بناپارت بود. پس از جنگ، او به پاریس تبعید و به یکی از ثروتمندترین بانکداران فرانسه تبدیل شد. در دهه‌های ۱۸۲۰و ۱۸۳۰، او برای یک سری وام‌ها مذاکره کرد که اسپانیا را از ورشکستگی نجات داد و فردیناند هفتم پادشاه اسپانیا به او لقب "Marquis de las Marismas del Guadalquivir" (مارکیز مرداب‌های گوادالکیویر) را اعطا کرد. پس از مرگ او، پسرانش، از جمله المپ، ثروت قابل توجهی را به ارث بردند.
در اواخر دهه ۱۸۴۰، آگوادو عکاسی را از عکاس پیشگام فرانسوی گوستاو لو گری فرا گرفت. از استودیوی او در میدان واندوم، او ابتدا با داگرئوتایپ کار می‌کرد، اما در اوایل دهه ۱۸۵۰، در حال آزمایش با سایر فرآیندهای عکاسی، یعنی کاغذ نگاتیو و کلودیون روی شیشه بود. در سال ۱۸۵۴، او و ادوارد دلسرت روش چاپ کارتن را به عنوان راهی برای افزودن پرتره به کارت‌های ویزیت توسعه دادند (این فرایند توسط یوژن دیسدری در اواخر همان سال به ثبت رسید). مانند لو گری، آگوادو به تعدادی از دوستان خود، از جمله کامیل سیلوی، عکاسی را آموزش داد.
آگوادو یکی از اعضای سازمان عکاسی اولیه فرانسه، انجمن هلیوگراف، در اوایل دهه ۱۸۵۰ بود. این سازمان در دهه‌های بعدی در توسعه و ترویج عکاسی در فرانسه تأثیرگذار بود. آگوادو در طول دهه‌های ۱۸۵۰ و ۱۸۶۰ اغلب به عنوان داور برای نمایشگاه‌های انجمن خدمت می‌کرد.
آگوادو یک چهره مکرر در دربار امپراتور ناپلئون سوم بود و از امپراتور و همسرش یوجنیی د مونتییو عکس می‌گرفت. عکس‌های آگوادو در این دوره شامل تعدادی پرتره صحنه‌سازی شده بود که آداب و رسوم و عادات اشراف امپراتوری دوم را مورد تمسخر قرار می‌داد. در پایان دهه ۱۸۶۰، آگوادو تا حد زیادی علاقه خود را به عکاسی از دست داد و در دهه‌های بعدی عکس‌های کمی تولید کرد. او در سال ۱۸۹۴در کومپین درگذشت.
برادر کوچک المپ به نام اونسیپه، نیز یک عکاس بود، و آن دو در تعدادی از پروژه‌های عکاسی با یکدیگر همکاری کردند. برادرزاده المپ آگوادو، هنری تنره، نقاش مشهور اوایل قرن بیستم بود.

## آثار
بیشتر عکس‌های آگوادو شامل مناظر (به ویژه درختان، رودخانه‌ها و صحنه‌های شبانی) و پرتره است.